# Ioan Silaghi Dumitrescu
Ioan Silaghi Dumitrescu (n. 1 iunie 1950, Botiz, Satu Mare – d. 25 decembrie 2009) a fost un chimist român, membru corespondent al Academiei Române (din martie 2006).
A fost căsătorit cu Luminița Silaghi-Dumitrescu, a avut doi copii, Radu Lucian și Rodica Ioana, și patru nepoți.